# 月本一史
月本 一史（つきもと かずふみ、1978年5月31日 – ）は、大阪府茨木市出身の日本人ポルトガルギター奏者、ファド研究家。日本での演奏、書籍や映像教則等の執筆・制作、CDのプロデュース、さらにM.T.E.C-ポルトガル文化を中心とした企画と実践-を立ち上げコンサート・イベント及びポルトガル文化複合イベントのプロデュースを行っている。『ミュージック・マガジン』2022年6月号にて「月本一史が語るファドの変遷」というインタビュー記事が４ページに渡って掲載され、本場ポルトガルの文化継承に重要な役割を果たすポルトガルギター奏者／研究者として紹介された。

## ディスコグラフィ

### アルバム
- 『Lenda de Guitarristas　レンダ・デ・ギタリスタス～ギタリスタ列伝』（ライス・レコード、2022年）

### DVD
- ポルトガルギター教則DVD第1巻「はじめてのポルトガルギター 基礎テクニック編」（M.T.E.C、2011年）
- ポルトガルギター教則DVD第2巻「はじめてのポルトガルギター 楽曲レッスン編」（M.T.E.C、2012年）

## 書籍
- 「ファドの世界へようこそ」 書籍版（M.T.E.C、2014年）
- ギターラ（ポルトガルギター）曲集1（Studio Archive、2020年）
- ギターラ（ポルトガルギター）曲集2（Studio Archive、2020年）